# Phaedrotoma fixa
Phaedrotoma fixa är en stekelart som först beskrevs av Fischer 1969.  Phaedrotoma fixa ingår i släktet Phaedrotoma och familjen bracksteklar. Inga underarter finns listade i Catalogue of Life.